# Fagraea bodenii
Fagraea bodenii är en gentianaväxtart som beskrevs av Herbert Fuller Wernham. Fagraea bodenii ingår i släktet Fagraea och familjen gentianaväxter. Inga underarter finns listade i Catalogue of Life.